# Krośnieńskie Huty Szkła Krosno

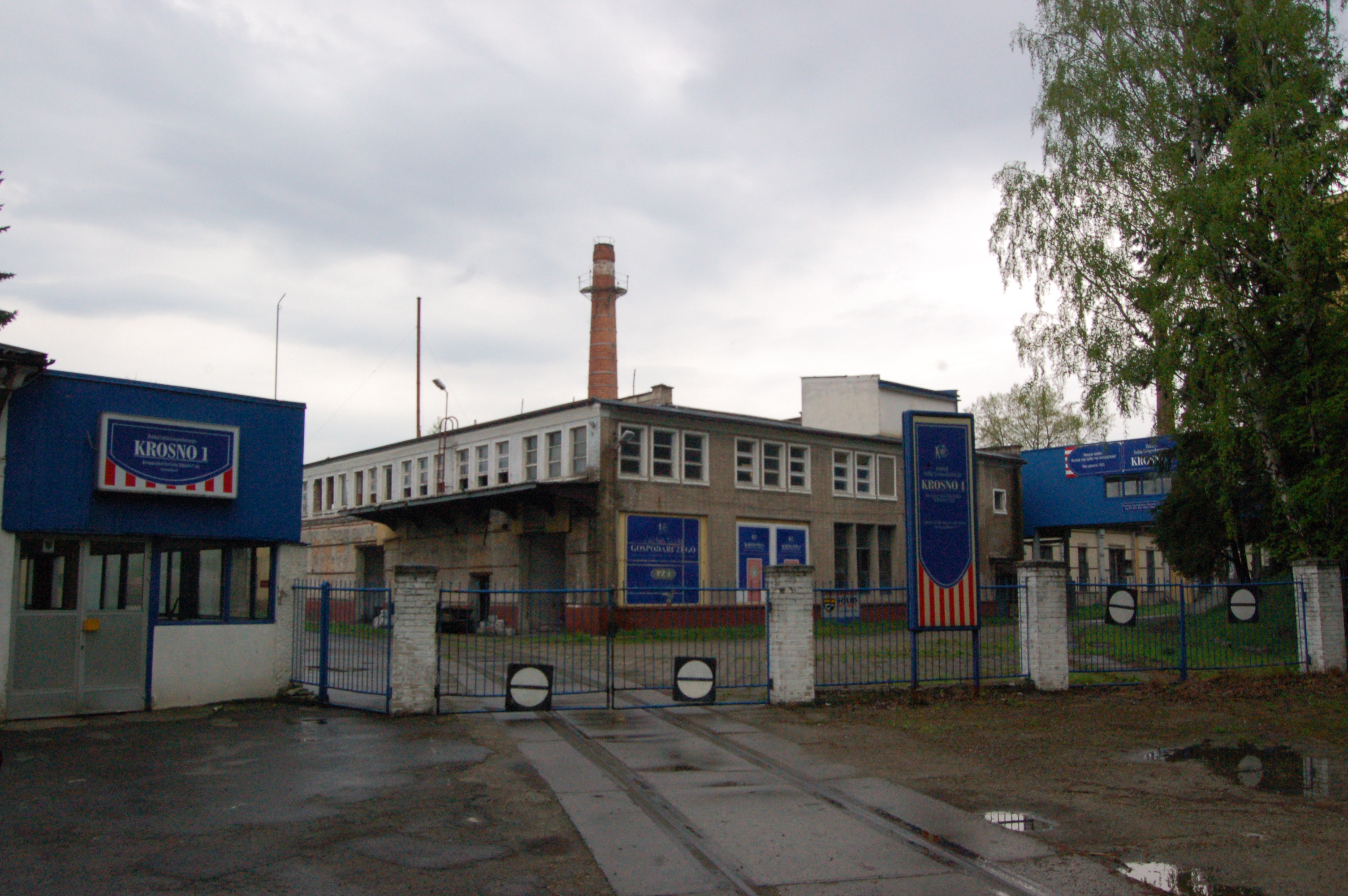
Im Juni 2006 geschlossener Produktionsstandort I der Glashüttenwerke in Krosno, Foto vom Frühjahr 2010

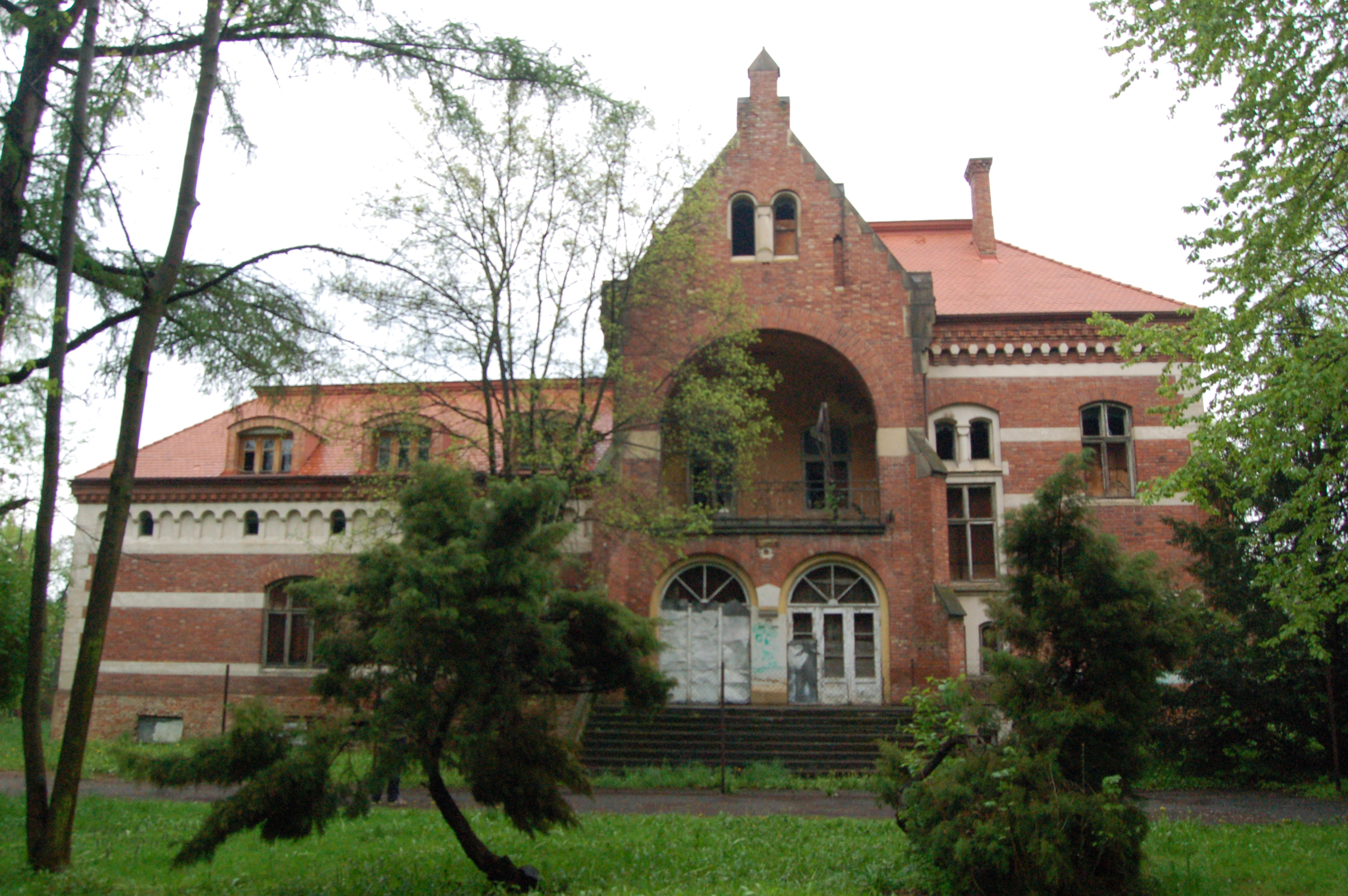
Ehemalige Fabrikbesitzervilla am Unternehmensgelände

Die Krośnieńskie Huty Szkła Krosno S.A. (KHS Krosno S.A., in Deutsch: Glashütten Krosno AG) ist der größte Produzent von Haushaltsglas in Polen und gehört zu den weltweit bedeutendsten Herstellern von manuell sowie maschinell hergestellten Glasprodukten. Zwischen 60 und 90 Prozent der Produktion werden in rund 60 Länder exportiert. Das 1923 gegründete Unternehmen wurde 1990 als eine der ersten polnischen Aktiengesellschaften an der neugegründeten Warschauer Börse notiert. Im Januar 2009 stellte das Unternehmen Insolvenzantrag. Infolgedessen wurde es von der Börse ausgelistet und musste rund 1200 Mitarbeiter entlassen. Dennoch ist die Holding heute noch mit rund 2200 Angestellten der größte Arbeitgeber in der alten Handels- und Industriestadt Krosno in der polnischen Woiwodschaft Karpatenvorland.

## Geschichte
Auf einem von der Gräfin Kaczkowska erworbenen Grundstück wurde 1923 eine erste Glashütte in Krosno errichtet. Im Jahr 1924 wurde dort die Produktion aufgenommen. Weitere Hütten entstanden. Mit Ausbruch des Zweiten Weltkrieges im Jahr 1939 kam es zu einem kurzen Stillstand der Produktion, bald jedoch konnte die Glasproduktion unter deutscher Besetzung weitergeführt werden. Bei Rückzugsgefechten der deutschen Truppen 1944 kam es zu erheblichen Schäden an den Produktionsanlagen. Im Jahr 1945 konnte der Betrieb wieder aufgenommen werden. Hergestellte Erzeugnisse wurden zunächst nach England, Brasilien und Kanada ausgeführt. Sämtliche Glashütten wurden 1958 in dem Kombinat Krośnieńskie Huty Szkła (KHS) zusammengeführt. Dieser Verbund enthielt neben dem Hersteller von gläsernen Haushaltswaren („Krosno“) auch die jüngere Fabrik „Polanka“, die auf die Produktion technischer Glaserzeugnisse spezialisiert war. 1967 wurden dann auch die Glaswerke in Jasło in die KHS integriert. 1971 wurde ein modernes Glasfaserwerk errichtet. Die Herstellung von Glasfasern basierte auf Basis einer Lizenz des englischen Herstellers TBA Bishop.
Bis zur Wende fiel die KHS als Staatsunternehmen in das staatliche Ressort Leicht- und Chemieindustrie. Unter dem Minister Waldemar Kuczyński wurde das Kombinat 1990 in eine Aktiengesellschaft umfirmiert. Im selben Jahr erfolgt die Listung an der Warschauer Börse. Im Jahr 2001 wurde die Grupę Kapitałową Krosno gebildet, die neben der KHS Krosno S.A. die Huta Szkła w Jaślo Sp. z o.o. und die Huta Szkła Gospodarczego "Blowex Tarnow" S.A. (später umbenannt in HSG "Tarnów" S.A.) enthielt. Im Jahr 2004 wurde die Fiberglasproduktion aus der KHS Krosno S.A. ausgegliedert und zur Krosglass S.A. umfirmiert. Im Folgejahr erfolgte die Gründung der Krosno Pacific, einer Vertriebsgesellschaft für die Märkte in Australien, Ozeanien und Südostasien. Im Juni 2006 wurde die älteste Fabrikanlage („Krosno I“, Handherstellung) in Krosno stillgelegt.

### Insolvenz 2009
Im Januar 2009 meldete die KHS Insolvenz beim Regionalgericht in Krosno an. Vorausgegangen war ein hoher Verlust aus Wechselkurs-Optionen, die im Rahmen der drastischen Złoty-Abwertung gegen den Dollar in der zweiten Hälfte des Jahres 2008 ihren Zweck verfehlten und zu einer Überschuldung des Unternehmens führten. Gespräche mit Gläubigerbanken (Bank BPH, Bank Handlowy SA, Bank Millennium, Fortis Bank Polska, PKO BP, Bank Pekao) wurden geführt. Neben den Wechselkursproblemen verstärkten Absatzrückgänge und Kostensteigerungen beim Gaseinkauf die Situation. Nachdem der Aktienkurs der KHS erheblich gefallen war, wurde die Börsenlistung ausgesetzt. Im März 2009 wurde der Bankrott erklärt. Das Unternehmen produziert weiterhin.